# Idoia Villanueva Ruiz
Idoia Villanueva Ruiz (Pamplona, 17 de juliol de 1980) és una política espanyola de Podem. Va obtenir un títol d'enginyera informàtica per la Universitat del País Basc (UPV) i posteriorment un màster en Direcció i Administració d'Empreses per la Universitat Autònoma de Madrid (UAM). Al setembre de 2015 va ser designada senadora pel Parlament de Navarra. A l'octubre de 2018 va ser anunciada com a candidata de Podem de cara a les eleccions al Parlament Europeu de 2019, del qual va entrar a formar part.